# Ferdinand Maximiliaan van Baden-Baden

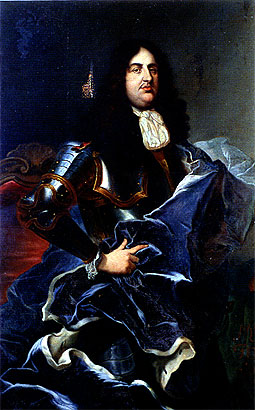

Ferdinand Maximiliaan (Baden-Baden, 23 september 1625 – Heidelberg, 4 november 1669) was erfmarkgraaf van Baden-Baden. Hij was een zoon van markgraaf Willem en Catharina Ursula van Hohenzollern-Hechningen.
Op 15 maart 1653 huwde hij te Parijs met prinses Louise Christina van Savoye-Carignano (1627 – 1689). Het bleek geen gelukkig huwelijk. Ferdinand Maximiliaan dacht laatdunkend over zijn vrouw en zij stond sterk onder invloed van haar moeder, Marie de Bourbon-Condé. Na de geboorte van hun enige kind, Lodewijk Willem, weigerde zij het Franse hof te verlaten.
Ferdinand overleed, eerder dan zijn vader, ten gevolge van een jachtongeluk.